# Ambro Urjansson
Ambro Urjansson (Helsinki, 19 giugno 2002) è un giocatore di football americano finlandese, che gioca come quarterback per gli Helsinki Roosters..

## Palmarès
- 1 Vaahteramalja (Helsinki Roosters, 2024)